# Dasychira locuples
Dasychira locuples är en fjärilsart som beskrevs av Walker 1855. Dasychira locuples ingår i släktet Dasychira och familjen tofsspinnare. Inga underarter finns listade i Catalogue of Life.